# Spirobranchus polycerus
Spirobranchus polycerus är en ringmaskart som först beskrevs av Schmarda 1861.  Spirobranchus polycerus ingår i släktet Spirobranchus och familjen Serpulidae. Utöver nominatformen finns också underarten S. p. augeneri.